# Centre des Cultures de l'Habiter
 (janvier 2019).
Le Centre méridional de l’architecture et de la ville, se trouve à Toulouse, rue Saint-Pantaléon, en plein cœur du centre historique, juste à côté du Capitole.
Ce centre est un lieu permanent d'information, d'expositions et de débats, ouvert à tous.
Ce nouveau centre d'exposition a été créé en janvier 2000 par l'AERA (Actions, études et recherches autour de l'architecture). Cette association s'efforce depuis 1992 de promouvoir au travers de séminaires de recherche, de débats publics et d'expositions une réflexion collective et transdisciplinaire autour de l'architecture et de la ville.
La vocation de ce nouveau lieu de culture est de permettre de dépasser les frontières culturelles qui nous empêchent de voir conjointement la ville dans laquelle nous vivons. Ainsi en permettant la rencontre entre habitants, élus, architectes, promoteurs publics et privés, entrepreneurs, industriels, financiers, le dialogue sur la ville et sur son architecture est ouvert …
Le centre réunit un espace d'exposition (350 m2), un lieu d'information, un espace de conférence et de débat (lectures, conversations, exposés séminaires).